# Суходільська сільська рада (Рожнятівський район)
| Суходільська сільська рада — орган місцевого самоврядування у Рожнятівському районі Івано-Франківської області з адміністративним центром у с. Суходіл. Водоймища на території, підпорядкованій даній раді: річка Чечва. Сільській раді підпорядковані населені пункти: - с. Суходіл |

## Склад ради
Рада складається з 16 депутатів та голови.

### Керівний склад ради
| ПІБ                     | Основні відомості                                                             | Дата обрання | Дата звільнення |
| ----------------------- | ----------------------------------------------------------------------------- | ------------ | --------------- |
| Курч Василь Миколайович | Сільський голова, 1963 року народження, освіта, безпартійний                  | 26.03.2006   | 31.10.2010      |
| Ільків Василь Юрійович  | Сільський голова, 1962 року народження, освіта середня загальна, безпартійний | 31.10.2010   | 26.10.2015      |
| Тріщ Павло Васильович   | Сільський голова, 1972 року народження, освіта вища, безпартійний             | 26.10.2015   |                 |

|}
Примітка: таблиця складена за даними джерела